# ميناء الملك عبد الله

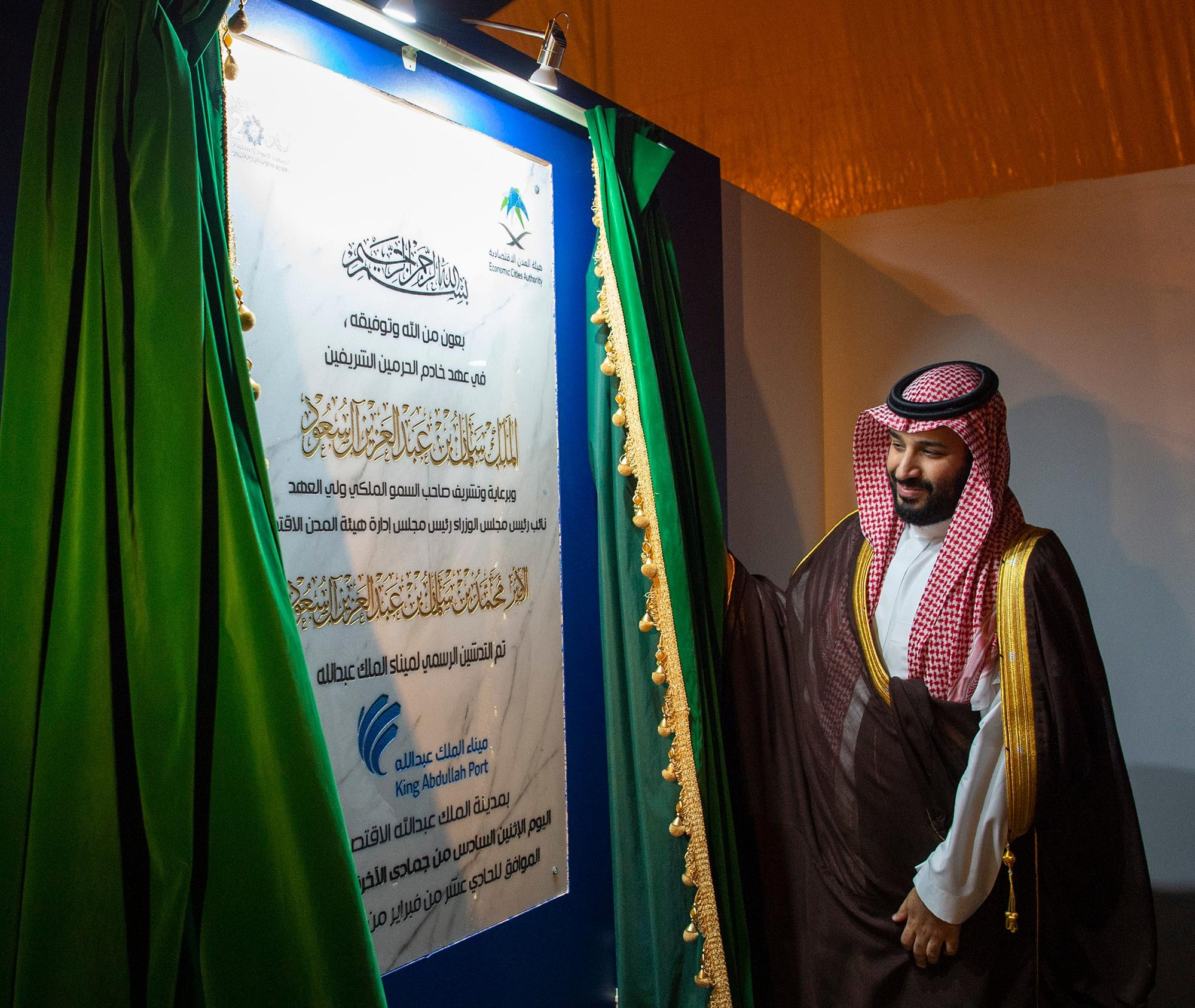
الأمير محمد بن سلمان بن عبدالعزيز آل سعود يدشّن ميناء الملك عبدالله في رابغ سنة 2019م.

ميناء الملك عبد الله هو ميناء تجاري يقع في مدينة الملك عبد الله الاقتصادية في محافظة رابغ منطقة مكة المكرمة في المملكة العربية السعودية. افتتحه ولي العهد الأمير محمد بن سلمان في فبراير 2019، وهو أول ميناء في المملكة يديره ويطوره القطاع الخاص. ويحتل المرتبة الأولى عالميًا في مؤشر أداء مواني الحاويات العالمي لعام 2021م.

## نبذة
يقع الميناء في موقع استراتيجي يخدم أسواق رئيسية عدة، ويشكّل الميناء نقطة جذب أساسية للتبادل التجاري بين قارّتي آسيا وأوروبا، ويتميز الميناء بموقع جغرافي هام مناسب تماما لخدمة أسواق الشرق الأوسط والخليج العربي والسعودية، ويقع الميناء على مقربة من المشاريع الصناعية في جدة ورابغ وينبع فضلا عن مراكز الكثافة السكانية في جدة ومكة المكرمة والمدينة المنورة.
بدأ الميناء عمليات الشحن العابر في سبتمبر 2013، والتشغيل الكامل شاملاً أنشطة الاستيراد والتصدير في يناير 2014 م، وفي نهاية عام 2018، ارتفعت طاقة الميناء الإنتاجية السنوية إلى 2,301,595 حاوية قياسية، بزيادة تجاوزت 36% مقارنة بالعام 2017، إضافة إلى أن أرصفة الميناء تتميز بعمق 18 متراً، ما يجعلها أعمق أرصفة العالم، وسيتم تطبيق هذا العمق على جميع أرصفة الميناء التي يبلغ عددها 30 رصيفاً مجهزة بأحدث الرافعات المتطورة في العالم.
وتمكن ميناء الملك عبد الله من إقامة شراكات مع ثمانية من أكبر خطوط شحن الحاويات في العالم، من بينها أكبر ثلاثة خطوط شحن في العالم هي ميرسك، وMSC، وCMA CGM, وتم تصنيف ميناء الملك عبد الله، في دراسة عالمية أجرتها مجلة كونتاينر منجمنت، الأسرع نمواً في العالم عام 2015، فيما انضم الميناء في عام 2016 إلى قائمة أكبر 100 ميناء حاويات في العالم، بحسب الدراسات والأبحاث التي أجرتها شركتي ألفالاينر ولويدز الرائدتين في مجال النقل البحري والموانئ.
وقفز تصنيف ميناء الملك عبد الله في عام 2018م، إلى المرتبة 82 عالمياً ضمن قائمة أكبر 100 ميناء حاويات في العالم الصادرة عن ألفالاينر، وذلك بعد أن كان قد حل المرتبة 87 في العام 2016م، فيما تم تصنيفه ثامن أسرع الموانئ نمواً في العالم لعام 2017.
وفي عام 2021م حقق الميناء المرتبة الثانية بين أكثر موانئ الحاويات كفاءة في العالم، وفقًا لمؤشر أداء موانئ الحاويات لعام 2020 الذي نشره البنك الدولي بالتعاون مع شركة الدراسات العالمية IHS Markit.
ومن المزمع خلال الأعوام القادمة تنفيذ 5 أرصفة دحرجة، التي مع اكتمال أعمال البنية التحتيّة الخاصة بها ودخولها مرحلة التشغيل الكامل، ستبلغ طاقتها الاستيعابية 1.5 مليون سيارة في العام.
ويستقبل الميناء عند اكتمال مراحل التوسعة القادمة 20 مليون حاوية قياسية، و1.5 مليون سيارة، و15 مليون طن من البضائع السائبة كل عام، ليصبح بذلك مركزاً رئيسياً على طرق الشحن الشرقية الغربية بين أوروبا وآسيا.
ويمر عبر الميناء، الذي يمتلكه ويطوره ويديره القطاع الخاص في المملكة، أكثر من 13% من حركة التجارة العالمية. وهو أول ميناء سعودي يطبق خطة فسح البضائع على مدار 24 ساعة، ويستهدف تقليص مدة بقاء الحاويات إلى ثلاثة أيام.

## إنجازات

### مؤشر أداء مواني الحاويات
أحتل ميناء الملك عبد الله المرتبة الأولى عالميًا في مؤشر أداء مواني الحاويات العالمي لعام 2021م.

### خدمة الخطوط الملاحية المنتظمة
في 2022م تم إطلاق خدمة «الخطوط الملاحية المنتظمة» بغرض مساعدة الميناء على الإسهام في تطوير سوق التصدير المزدهرة في المملكة، وتهدف الخدمة إلى تحقيق الإستراتيجية الوطنية للنقل والخدمات اللوجستية، وتسهيل التجارة بين أمريكا الشمالية وشبه القارة الهندية، التي تُعد شريكًا تجاريًا رئيسًا للمملكة.

## وصلات خارجية
- الموقع الرسمي.

قالب:هيئة المدن والمناطق الاقتصادية الخاصة